# Route nationale 249
Pour les articles homonymes, voir Route 249.
La route nationale 249, ou RN 249, est une route nationale française sous-forme de voie rapide de 2×2 voies reliant Bressuire à Nantes par Cholet. Elle constitue une partie de l'axe Poitiers-Nantes et de la branche nord de la Route Centre-Europe Atlantique (RCEA).
Depuis le 3 octobre 2014, elle commence au contournement de Bressuire.

## Itinéraire
Sur ses 99 kilomètres, elle dédouble la route départementale 149 (RN149 jusqu'en 2006) reliant Bressuire, Cholet et Nantes en voies express de 2×2 voies, ce qui a eu pour effet de basculer la circulation du tronçon Nantes-Mortagne-sur-Sèvre sur la RN 249.
En octobre 2014, le tronçon contournant le sud de Cholet et desservant l'autoroute A87 a été restructuré ce qui permet une continuité de la voie rapide, le rond-point de Dénia fut transformé en échangeur de Dénia numéroté 10, et le tronçon entre Bressuire et Nueil-les-Aubiers a été inauguré.

### De l'est de Parthenay à Bressuire
De 34 kilomètres, le prolongement de la voie rapide est envisagé jusqu'à l'est de Parthenay en la contournant par le nord-est pour se connecter à la RN149 déjà en 2×2 voies.

### De Bressuire à Nantes
- Carrefour giratoire entre N149, N249 et D725 :
  - N149 : Poitiers, Saint Sauveur, Chiché, Parthenay
  - D725 : Faye-l'Abbesse, Airvault
  - D725 : Bressuire-Moulin Jacquet, Niort, Bressuire-Centre
  - N249 : Cholet, Nantes, Thouars, Angers, Bressuire-Centre, Bressuire-Saint Porchaire
- À partir de Bressuire.
- D938TER : Thouars, Niort, Saumur, Angers,  Bressuire-Centre, Bressuire-Saint Porchaire
- D748 : Argenton-les-Vallées, Angers, Bressuire-Centre (demi échangeur depuis et vers Nantes)
- 17 D35 : Bressuire-Nord, Beaulieu-sous-Bressuire (demi échangeur depuis et vers Poitiers)
- 16 D960BIS : La Roche-sur-Yon, Cerizay, Bressuire-Ouest
- 15 D33 : Nueil-les-Aubiers, Le Pin
- 14 D759 : Mauléon, Nueil-les-Aubiers, Cerizay, Thouars
- 13 D41 : Maulévrier, Mauléon, Vihiers
- 12 D171 : La Tessoualle, Loublande
- 11 D752  Échangeur entre N249 et A87 :  A87 (Péage),  La Roche-sur-Yon,  Angers,  Cholet-Nord,  Niort, Saint-Laurent-sur-Sèvre
- 10 D160 : La Roche-sur-Yon, Angers, Cholet-Centre, Mortagne-sur-Sèvre, Le Puy du Fou, PA du Cormier
- 9 : Parc d'Activité du Cormier (demi échangeur sens Nantes-Bressuire)
- 8 D753 : Noirmoutier, Beaupréau, La Romagne, La Séguinière, Cholet-Nord, Cholet-Centre
- 7 D158 : ZI La Bergerie
- 6 D91 : Saint-Macaire-en-Mauges, Saint-André-de-la-Marche, Roussay, Beaupréau, La Romagne
- 5 D762 : Montfaucon, Saint-Germain-sur-Moine, Villedieu, La Renaudière
- 4 D223 : Saint-Crespin-sur-Moine, Tillières
- 3 D763 : Vallet, Mouzillon, Le Pallet, Clisson
- 2.b D149 : La Chapelle-Heulin, La Haye-Fouassière, Vertou, Le Pallet
- 2.a D149 : La Chapelle-Heulin (quart d'échangeur depuis Nantes)
- 1.2 D115 : Basse-Goulaine, Haute-Goulaine, Le Loroux-Bottereau
- 1.1 D215 : Basse-Goulaine, Saint-Julien-de-Concelles, Le Loroux-Bottereau
- réduction à 2×1 voies à 200 m.
- réduction à 2×1 voies.
- 44 Porte du Vignoble  Échangeur entre RN 249, RN 844 et Boulevard périphérique de Nantes :
  - Est : Paris, Rennes, Vannes, Nantes-Centre
  - Sud : Bordeaux, Noirmoutier, Aéroport Nantes-Atlantique
  -  D751 : Saint-Julien-de-Concelles, Route des Bords de Loire